# 徐鵬 (美宝集团CEO)
徐鹏，祖籍山东省沾化，1988年出生于山东省济南市，是一名生物科技企业家、慈善家、作家2016年获得加州州立大学洛杉矶分校总统奖章的获得者。徐与其父亲的科技遭到了许多业内人士的质疑。

## 生平
2010年获得美国南加州大学神经科学学士学位。 徐鹏称自己受到父亲的影响很大，并且在父亲于2015年去世后，希望能够继承并延续他父亲的事业。毕业后，徐鹏加入了他父亲（徐荣祥医生）所创办的细胞再生研究公司—美宝。徐鹏的主要工作是进一步提升美宝在烧伤创伤等领域的成果，减轻患者在严重烧伤治疗中所受的痛苦，皮肤细胞的再生复原，以及对受损组织进行结构和功能方面的修复。徐鹏因研发了新型烧伤治疗技术声名大噪，成为了奥巴马总统所举行的最后一次国宴的荣誉嘉宾.
由于对加州州立大学洛杉矶分校(Cal State LA)的学院和学生所做出的突出贡献，徐鹏被授予了加州州立大学洛杉矶分校总统奖章，此奖项自1983年设立以来总共只授予了十个人。

## 荣誉
| 年份 | 奖项                                   | 奖项类别                              |
| ---- | -------------------------------------- | ------------------------------------- |
| 2013 | 互动媒体奖                             | 科学、技术领域的卓越成就              |
| 2013 | Davey Award银奖                        | 实验性，和独特的创新性                |
| 2013 | Davey Award金奖                        | 教育、生物技术、科学                  |
| 2013 | 洛杉矶县书卷奖(LA County Scroll Award) |                                       |
| 2014 | 传播者大奖金奖                         | 互动多媒体教育， 网站-科学-视觉感染力 |
| 2014 | 互联网广告大赛                         | 最佳生物科技网站，最佳娱乐网站        |
| 2014 | 联合国EMPACT100大奖                    | 商业和企业家精神                      |
| 2016 | 总统奖章                               |                                       |